# Mark Owen

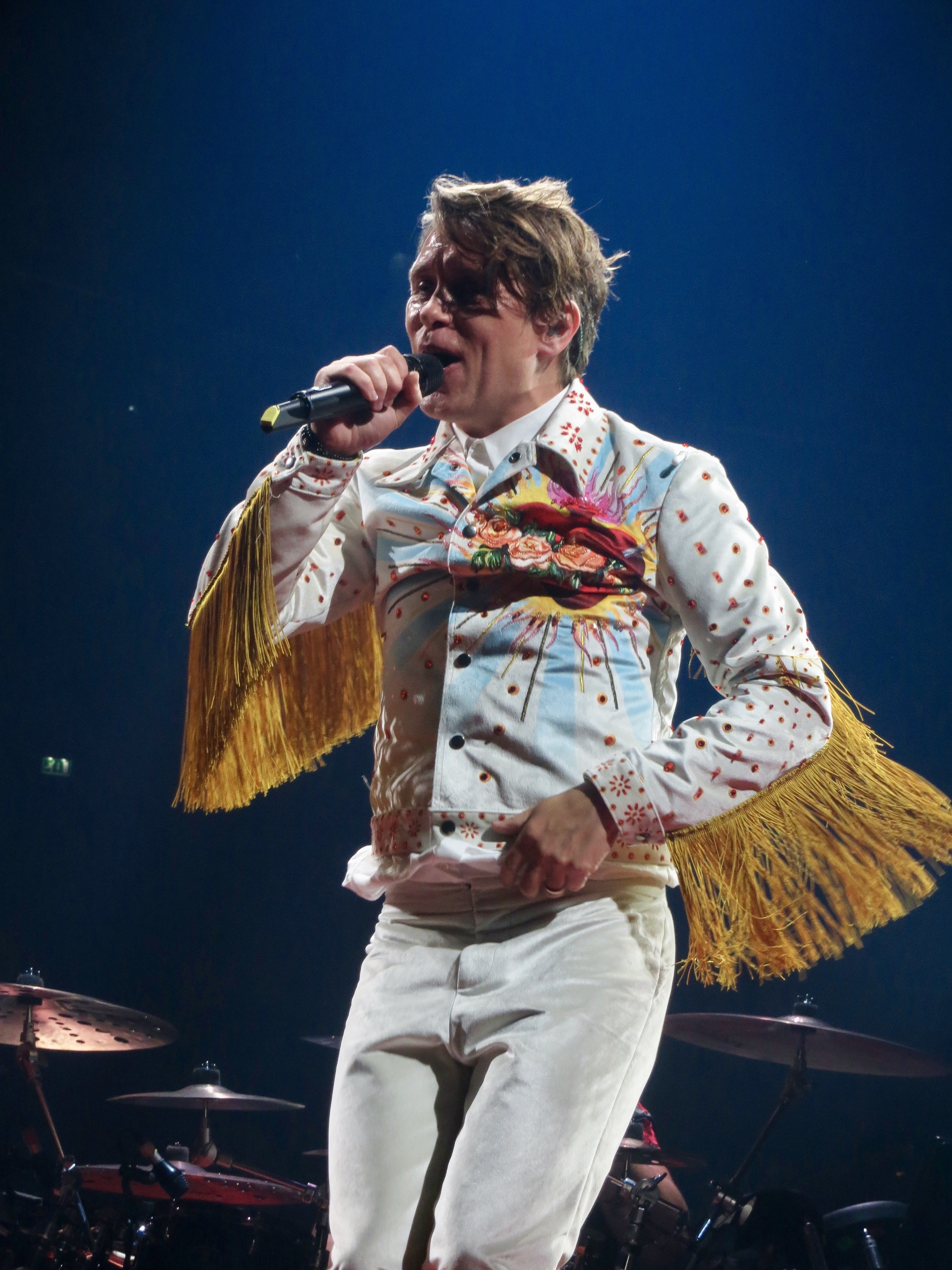

Mark Anthony Patrick Owen (Oldham, 27 de janeiro de 1972) é um cantor e compositor inglês. 
Ele é membro fundador do grupo pop Take That. A banda fez sucesso no início dos anos 90, terminou em 1996 e voltou a se juntar em 2005, mas sem um de seus membros fundadores, Robbie Williams.
Depois do fim do Take That, em 1996, Mark Owen foi o primeiro da banda a lançar um álbum solo, intitulado Green Man, o álbum foi lançado em 1996, seus maiores êxitos do álbum foram "Clementine" e "Child".
No ano de 2002, Owen venceu o reality show britânico Celebrity Big Brother. 
Pressionado por várias gravadoras para lançar seu segundo álbum, Mark resolveu esperar um certo tempo, para voltar a gravar. Esse segundo álbum, intitulado In Your Own Time só sai em 2003, um álbum muito mais maduro e mais bem produzido que o anterior, ainda contém o hit "Four Minute Warning", que ficou no top 5 britânico.
Em 2005, Mark Owen, lança seu terceiro álbum solo, chamado How The Mighty Fall por uma gravadora própria, o álbum é considerado o melhor álbum produzido de Mark, e se saiu melhor que o álbum In Your Own Time nos tops britânicos.
Em 2006, com sua banda, Take That, lança o álbum Beautiful World, é o primeiro álbum inédito da banda desde 1995, quando lançaram o álbum Nobody Else com o hit mundial "Back For Good", duas músicas do álbum Beautiful World, alcançaram o topo da parada Britânica, "Patience" que alcançou o topo em vários outros países europeus e "Shine".
Em 2009, participou de uma das maiores turnês da banda, que seguiu o ultimo álbum, The Circus, lançado no final de 2008. O álbum foi de enorme sucesso e atingiu o top 10 de vários países com canções como "Said It All", "The Garden", "Up All Night" e "Greatest Day".
Gravou com a banda um novo álbum de estúdio, Progress, que foi lançado no final de 2010, álbum esse que gerou uma nova turnê em 2011 com a presença do cantor Robbie Williams.
Em 2013 lançou um novo álbum, intitulado "The Art Of Doing Nothing"

## Discografia

### Álbuns
- 1996: Green Man
- 2003: In Your Own Time
- 2005: How the Mighty Fall
- 2013: The Art Of Doing Nothing

### Singles
- "Child"
- "Clementine"
- "I Am What I Am"
- "Four Minute Warning"
- "Alone Without You"
- "Makin' Out"
- "Believe In The Boogie"
- "Hail Mary"
- "Stars"